# MV Barzan
MV Barzan – kontenerowiec. Jeden z największych statków kontenerowych na świecie. Właścicielem i operatorem statku jest United Arab Shipping Company (UASC)